# Ԥ
Ԥ (minuskule ԥ) je písmeno cyrilice. Jedná se o variantu písmena П. Vyskytuje se pouze v abcházštině, kde v novějších textech nahrazuje písmeno Ҧ.